# Ленінградська оборонна операція
Ленінградська оборонна операція — стратегічна оборонна операція радянських військ на північному фланзі радянсько-німецького фронту в ході операції «Барбаросса». Перша складова битви за Ленінград, що проводилася військами Північного (з 23 серпня 1941 Ленінградський) й Північно-Західного фронтів за підтримки сил Балтійського флоту. З 1 вересня 1941 в операції брала участь 52-га окрема армія. Оборонні бої тривали на території Псковської, Новгородської, Ленінградської областей, Естонії та в акваторії Балтійського моря.
У рамках битви проведені: Таллінська, Кінгісеппсько-Лузька фронтові оборонні операції, контрудари по угрупованню військ противника в районі Сольци, Порхов, Новоржев, а також в районі Старої Русси та Холма, Дем'янська фронтова оборонна операція.